# Julius von Haast

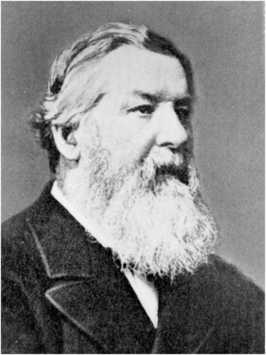
Julius von Haast.

Sir Johann Franz Julius von Haast (Bonn, 1 mei 1824 – Christchurch, 16 augustus 1887) was een Duits geoloog.
Haast werd geboren in Bonn. Hij volgde eerst een opleiding aan de universiteit van Bonn, waar hij geologie en mineralogie studeerde. In 1858 reisde hij naar Nieuw-Zeeland, daar maakte hij een verslag van de Duitse emigranten aldaar. Hij raakte bevriend met Ferdinand von Hochstetter en assisteerde deze bij diens werk.
Nadien accepteerde Haast opdrachten van de provincies Nelson en Canterbury inzake plaatselijk geologisch onderzoek. Zijn onderzoek leverde kennis op met betrekking tot de samenstelling van de bodem, gletsjers en de daarbij behorende mineralen en ertsen. Hij ontdekte goud en steenkool in Nelson. Tevens deed hij onderzoek naar de moa en andere uitgestorven niet-vliegende vogels.
Haast noemde de Franz Josefgletsjer naar de Oostenrijkse Frans Jozef I. Verschillende plaatsen in Nieuw-Zeeland zijn naar Haast genoemd, zoals de "Haast Pass", de rivier Haast en de stad Haast. Haast was de eerste persoon die onderzoek deed naar de botten van de uitgestorven en naar hem genoemde Haasts arend.
Haast huwde Mary Dobson in 1863. Zij hadden vier zonen en een dochter.
Zijn Geology of the Provinces of Canterbury and Westland, N.Z., werd gepubliceerd in 1879. Hij was de oprichter van het Canterbury Museum te Christchurch, waar hij ook directeur van was. Hij werd geridderd voor zijn bijdrage aan de Koloniale Tentoonstelling te Londen in 1886. Kort na zijn terugkeer naar Christchurch in 1887 overleed hij. Haast werd begraven op de begraafplaats van de Holy Trinity church te Christchurch.
- Bibliothèque nationale de France: cb153421886 (data)
- Find NZ Artists: 6224
- Gemeinsame Normdatei: 116348895
- International Standard Name Identifier: 0000 0001 1804 1335
- Library of Congress Control Number: no2003043600
- Nationale bibliotheek van Australië: 36252092
- Système universitaire de documentation: 144596695
- Museum of New Zealand Te Papa Tongarewa: 15498
- Trove: 1237067
- Virtual International Authority File: 43984484
- WorldCat: E39PBJxRwPYR7pk9Pg6qBBYHG3